# Corestăuți
Corestăuți è un comune della Moldavia situato nel distretto di Ocnița di 1.137 abitanti al censimento del 2004